# Tamara Hundorowa

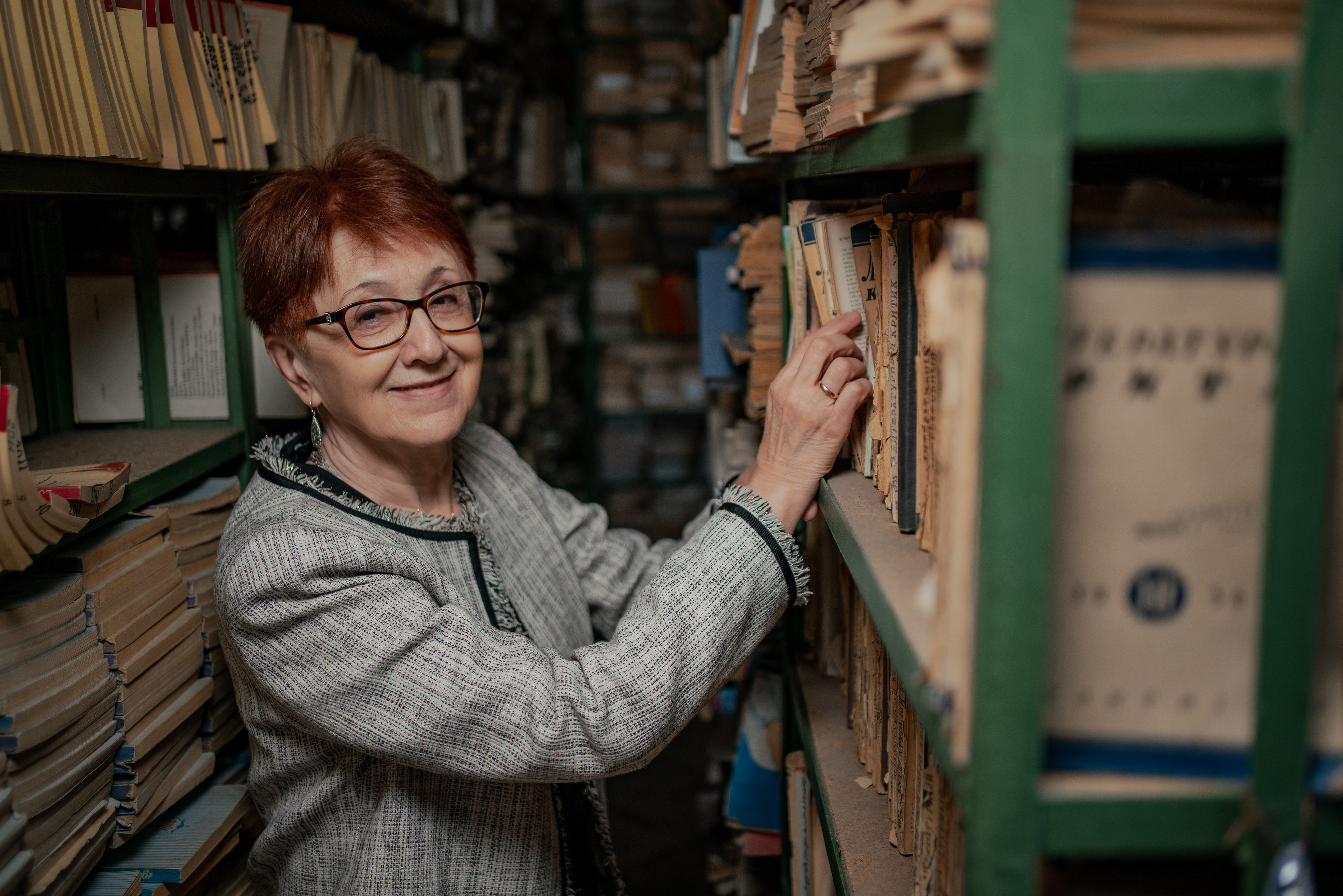
Tamara Hundorowa (2021)

Tamara Iwaniwna Hundorowa (ukrainisch Тамара Іванівна Гундорова, wiss. Transliteration Tamara Ivanivna Hundorova) (* 1955 in Klymiwka, Ukrainische Sozialistische Sowjetrepublik, heute Rajon Poltawa, Ukraine) ist eine ukrainische Literaturwissenschaftlerin.

## Leben
Geboren 1955 im Dorf Klymiwka im Rajon Poltawa, arbeitete Hundorowa als Hochschullehrerin unter anderem an der Nationalen Universität Kiew-Mohyla Akademie, der Nationalen Taras-Schewtschenko-Universität Kiew, der University of Toronto und der Harvard Summer School. Sie ist Direktorin der Fakultät für Literaturtheorie und Komparatistik am Institut für Literatur der Nationalen Akademie der Wissenschaften der Ukraine, Professorin und Dekanin der Ukrainischen Freien Universität, Mitglied des nationalen Rates der Ukraine für Wissenschaft und Technologieentwicklung und associate am Harvard Ukrainian Research Institute. Ferner gehörte sie neben Oksana Sabuschko zum Umfeld des Kiewer Zentrums für Genderforschung, das von Solomija Pawlytschko, Wira Ahejewa und Nila Sborowska gegründet worden war. Zusammen mit diesen Literaturwissenschaftlerinnen und Schriftstellerinnen wird Hundorowa von Tatjana Hofmann zu den bekanntesten Feministinnen Kiews gezählt. Als Hochschullehrerin und Wissenschaftlerin hatte sie ferner diverse Gastaufenthalte an diversen Universitäten der ganzen Welt, darunter an der Universität Hokkaidō, der Monash University und der Ludwig-Maximilians-Universität München, an der sie die ersten Monate nach dem russischen Überfall auf die Ukraine 2022 verbrachte.

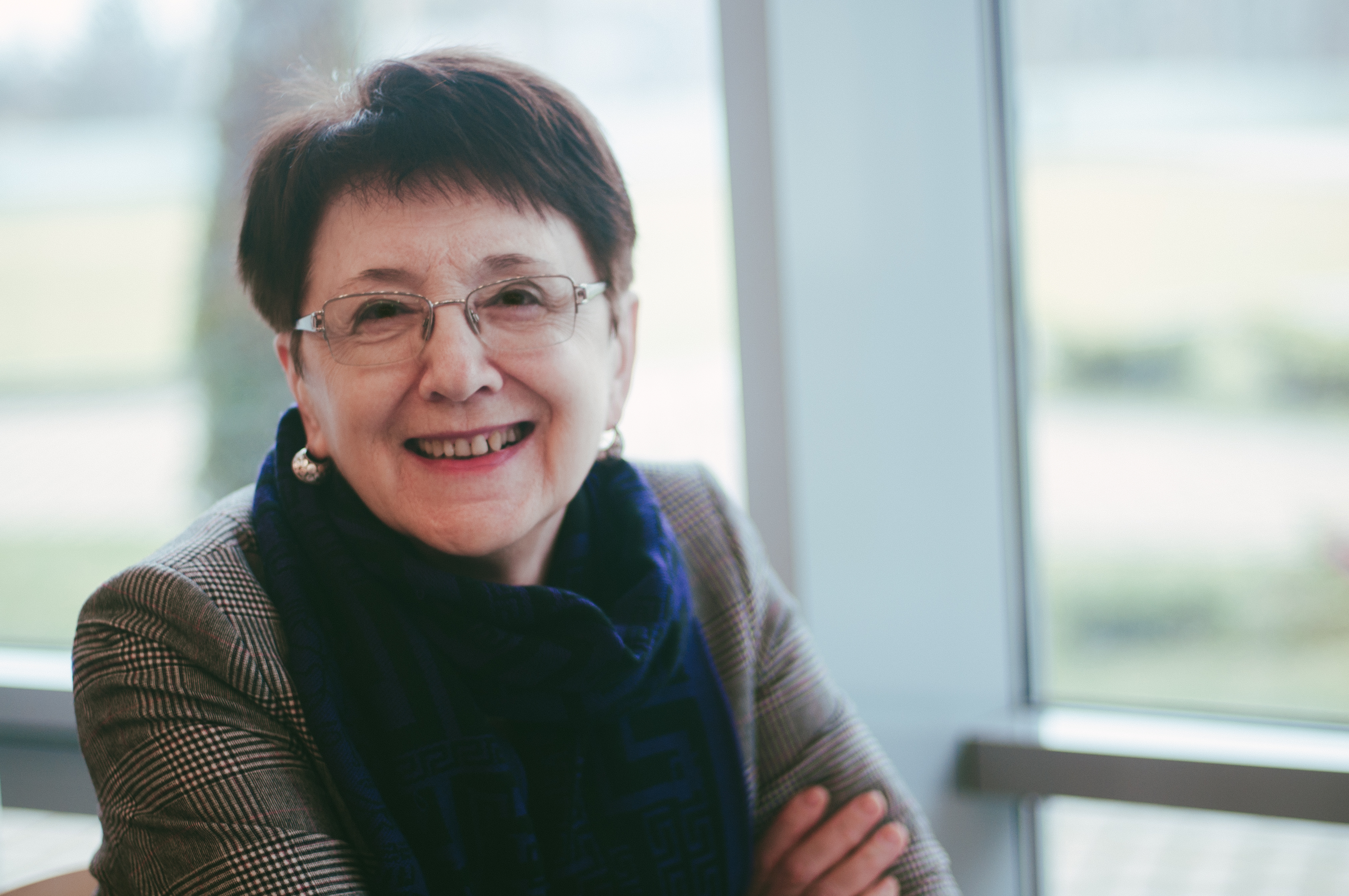
Tamara Hundorowa (2018)

Zu ihren Forschungsthemen in den Literaturwissenschaften gehören die ukrainische Literatur sowie modernistische und postmodernistische Strömungen der Literatur. Ein besonderes Interesse hat sie für die 1940er Jahre. Daneben beschäftigte sie sich unter anderem mit Kitsch und mit Gender Studies. Sie veröffentlichte mehrere Monografien sowie diverse weitere wissenschaftliche Aufsätze. 1996/2006 analysierte sie in Franko – ne Kamenjar umfassend das Werk Iwan Frankos. Mit Newidomyj Iwan Franko. Hrani Smarahdu. erschien 2006 eine weitere Monografie über Franko. In Femina Melancholica. Stat i kultura w hendernij utopiji Olhy Kobyljanskoji (2002, zu deutsch etwa Femina Melancholica. Geschlecht und Geschlecht und Kultur in Olga Kobylyanskas Genderutopie) legte sie eine umfassende Analyse des Werkes von Olha Kobyljanska vor dem Hintergrund europäischer intellektueller Strömungen vor. Mit Pisljatschornobylska biblioteka (2005, zu deutsch etwa Die Post-Tschernobylsche Bibliothek) verfasste sie eine Analyse der postmodernen ukrainischen Literatur. Ihre 1997 erschienene Studie ProJawlennja slowa (im Englischen unter dem Titel The Post-Chornobyl Library erschienen) über postmodernistische Literatur in der Ukraine der 1990er Jahre wurde von PEN Ukraine auf die Liste „100 Bücher, die helfen, die Ukraine zu verstehen“ aufgenommen. Ferner arbeitete sie unter anderem zur literarischen Darstellung Kiews.

## Auszeichnungen
- korrespondierendes Mitglied der Nationalen Akademie der Wissenschaften der Ukraine[3]

## Werke
Monografien
- Intelihenzija i narod w powistjach Iwana Franka 80-ch rokiw. Naukowa Dumka, Kiew 1985.
- ProJawlennja slowa. Dyskursija rannjoho ukrajinskoho modernismu. Litopoys, Lwiw 1997, ISBN 966-7007-01-4.
  - The Post-Chornobyl Library: Ukrainian Postmodernism of the 1990s. Academic Studies Press / Harvard Ukrainian Research Institute, Boston / Cambridge, MA 2019, ISBN 978-1-64469-238-7.
- Femina Melancholica. Stat i kultura w hendernij utopiji Olhy Kobyljanskoji. Krytyka, Kiew 2002, ISBN 966-7679-20-9.
- Pisljatschornobylska biblioteka. Krytyka, Kiew 2005, ISBN 966-7679-72-1.
- Franko – ne Kamenjar. Krytyka, Kiew 2006, ISBN 966-7679-88-8.
- Newidomyj Iwan Franko. Hrani Smarahdu. Lybid, Kiew 2006, ISBN 966-06-0435-1.
- Kitsch i literatura. Trawestiji. Fakt, Kiew 2008, ISBN 978-966-359-292-3.
- Transytna kultura. Symptomy postkolonialnoji trawmy. Hrani-T, Kiew 2013, ISBN 978-966-465-389-0.

Herausgeberschaften
- Jewropejska melancholija. dyskurs ukrajinskoho okzydentalismu. Dtylos, Kiew 2008, ISBN 978-966-8518-96-6.
- Modernism pislja postmodernu. Foliant, Kiew 2008, ISBN 978-966-8474-69-9.
- mit Agnieszka Matusiak (Hrsg.): Postkolonialism. Heneraziji. Kultura. Laurus, Kiewe 2016, ISBN 978-966-2449-64-8.